# Gare de Shin-Asahikawa
La gare de Shin-Asahikawa (新旭川駅, Shin-Asahikawa-eki) est une gare ferroviaire située dans la ville d'Asahikawa, à Hokkaidō au Japon. Elle est exploitée par la compagnie JR Hokkaido.

## Situation ferroviaire
La gare est située au point kilométrique (PK) 3,7 de ligne principale Sōya. Elle marque le début de la ligne principale Sekihoku.

## Historique
La gare est inaugurée le 4 novembre 1922.

## Service des voyageurs

### Accueil
La gare dispose d'un bâtiment voyageurs, avec guichets, ouvert tous les jours.

### Desserte
- Ligne principale Sōya :
  - voies 2 et 3 : direction Asahikawa
  - voie 4 : direction Pippu et Nayoro

- Ligne principale Sekihoku :
  - voie 4 : direction Kamikawa et Kitami